# Circondario di Raffadali
Il circondario di Raffadali fu un circondario, ente amministrativo di terzo livello, del Regno delle Due Sicilie in provincia di Girgenti, ente amministrativo di primo livello, e nel distretto di Girgenti, ente amministrativo di secondo livello, con capoluogo Raffadali.

## Istituzione
Come gli altri circondari, fu istituito con legge dell'11 ottobre 1817, dopo la fusione del Regno di Napoli con il Regno di Sicilia nel 1816, e fu soppresso nel 1861, a seguito della spedizione dei Mille e dell'annessione al Regno di Sardegna, in applicazione del decreto Rattazzi.

## Suddivisione amministrativa
Nel circondario di Raffadali furono inclusi quattro comuni: Raffadali (il comune capoluogo, dal quale traeva denominazione l'intero circondario), Santa Elisabetta, Sant'Angelo Muxaro, Joppolo Giancaxio.

## Popolazione
Circondario di Raffadali:
- Raffadali ( 4.881 ab.)[2]
- Sant’Angelo Muxaro (1.040 ab.)[3]
- Santa Elisabetta (1.052 ab.)[4]
- Joppolo Giancaxio (ab. 762)[5]